# Lopplummer
Vanlig lopplummer (Huperzia selago ssp. selago) samt Groddlummer (Huperzia selago ssp. arctica) är två olika varianter av en och samma art (Huperzia selago) inom växtsläktet lopplumrar (Huperzia). 
Det finns totalt över 300 arter i släktet lopplumrar men lopplummern (Huperzia selago) är den enda som förekommer i Sverige. Lopplummern har tidigare även kallats för Luslummer eller Lusgräs och man räknade den ursprungligen till släktet lumrar (Lycopodium) innan den fick sitt eget släkte (Huperzia).
Precis som övriga lummerväxter sprider den sig via sporer och har inga frön. Lopplummern har en huvudstam längs marken ifrån vilken det sticker upp ett flertal gulgröna, 10-20cm långa skott. Det sitter sporgömmor i bladvecken och där bildas även små groddknoppar som kan sprätta iväg och slå rot på egen hand. Lopplummern förekommer i de flesta delar av världen där klimatet tillåter, och i synnerhet i hela Sverige men är något mer sällsynt i de norra delarna, på Gotland och Öland. Lopplummern användes förr i tiden för att få bort ohyra ifrån boskap och dess namn kan ha kommit ifrån detta användningsområde. Lopplummer innehåller irriterande ämnen och kan ge eksem.

### Externa länkar

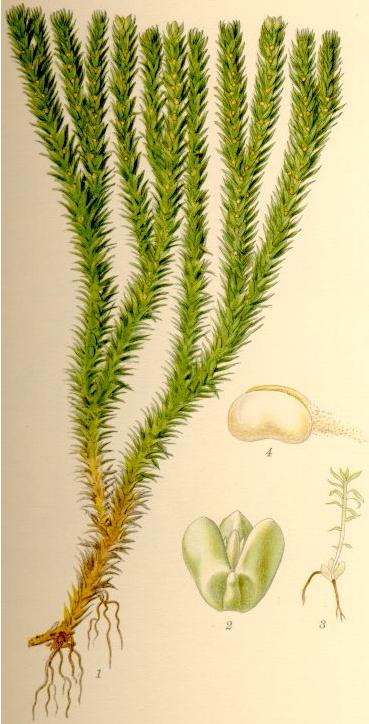
Lopplummer